# Gmina Boardman (Iowa)

Położenie Gminy Boardman w hrabstwie Clayton

Gmina Boardman (ang. Boardman Township) – gmina w USA, w stanie Iowa, w hrabstwie Clayton. Według danych z 2000 roku gmina miała 1832 mieszkańców, a jej powierzchnia wynosi 94,41 km².